# Готская война (436—439)
Готская война (436—439) — военный конфликт между вестготскими федератами и Западной Римской империей, происходивший в галльских провинциях империи в период с 436 по 439 год.

## Исторические источники
О Готской войне 436—439 годов и сопутствовавших ей событиях сообщается в нескольких позднеантичных и раннесредневековых исторических источниках: хрониках Идация, Проспера Аквитанского и Кассиодора, «Об управлении Божием, или Провидении» Сальвиана, «Галльской хронике 452 года», сочинениях Сидония Аполлинария, «Истории готов, вандалов и свевов» Исидора Севильского и «Римской истории» Павла Диакона. Однако эти свидетельства очень кратки и иногда содержат противоречивую информацию, что затрудняет современным исследователям проведение полной и соответствующей действительности реконструкции событий Готской войны.

## Предыстория
В 416−418 годах вестготы, подчинившиеся римлянам, воевали в Испании против других варваров — аланов и вандалов-силингов. В 418 году патриций Флавий Констанций отозвал вестготов в Галлию. Между ним и их вождём Валией был заключён договор. Вестготы на правах федератов получили земли в провинции Аквитания Вторая — долину реки Гаронны между Тулузой и Бордо. Стороны обменялись заложниками. Вестготы должны были при необходимости выступать на стороне империи в её войнах. Вскоре после заключения союза Валия умер. Новым вождём выбран Теодорих. В качестве римских союзников воины Теодориха дважды участвовали в походах в Испанию. В 422 году под общим командованием военного магистра Кастина готы воевали за Пиренеями с вандалами-асдингами. В Южной Галлии Теодорих действовал как враг римлян. Каждый раз, когда центральная власть слабела, король стремился расширить свои владения и получить выход к морю. Дважды он пытался захватить Арль. В 425 году Теодорих потерпел поражение от полководца Аэция. Через пять лет готы вновь попытались расширить своё королевство и вновь были разбиты.

## Ход войны
В 436 году, пока римская армия боролась с восстанием багаудов в Галлии Лугдунской, Теодорих расторг договор с римлянами и начал новую войну с целью подчинить районы, граничащие со Средиземноморьем. Он начал вторжения в соседние регионы, и его войска осадили осадили Арль и Нарбонн. Арль был захвачен, но Нарбонн держался.
Римской власти потребовалось некоторое время, чтобы мобилизовать силы против вестготов. Аэций, главнокомандующий западно-римской армии, в это время находился в Италии. Он отправил делегацию ко двору вождя гуннов Руа с просьбой о военной помощи. До прибытия контингентов гуннов в Галлию римляне использовали все имеющиеся силы для подавления восстания багаудов. К концу 436 года полководец Литорий успешно подавил восстание в Арморике, а затем повел свою армию на юг и в 437 году, объединив силы с прибывшим отрядом гуннов, снял осаду с Нарбонна.
Затем Литорий вступил в бои с вестготами в Аквитании и оттеснил к их столице Тулузе, которая подверглась осаде римлян. После непродолжительной осады Теодорих в конце концов был вынужден сложить оружие и соблюдать договор с римлянами, который обязывал его предоставить войска римской армии в случае неудачи похода в Испанию против свевов.
Несмотря на примирение между готами и римлянами, война возобновилась в 438 году. Сам Аэций временно принял на себя верховное командование и активно участвовал в военных действиях, в ходе которых он победил якобы 8000 готов в сражении при Монс Колубрариус (Mons Colubrarius). После этого сражения Аэций счел необходимым доверить продолжение готской войны Литорию, а сам вернулся в Италию.
Римляне вынуждали вестготов все чаще переходить к обороне, и в 439 году последним пришлось отступить в Тулузу. Во время осады города вестготы совершили удачную вылазку, атаковали римский лагерь и нанесли римлянам тяжелые потери, захватив в плен Литория. Вскоре после этого он был казнен. В чрезвычайной ситуации гот Ветерик, находившийся на римской службе, временно принял командование и стабилизировал ситуацию. Последовали новые бои; римляне отправили свежие войска, в основном состоявшие из отрядов гуннов, для борьбы с готами.
Чтобы довести войну до успешного завершения, Аэций во второй раз принял командование на себя. В 439 году он прибыл на театр военных действий и двинулся к Тулузе, начав осаду военного лагеря вестготов недалеко от их столицы. После короткой паузы, необходимой для строительства осадных башен, его люди прорвались через стены лагеря и перебили не успевших сбежать защитников.

## Результаты
Несмотря на победу, Аэций был вынужден пойти на переговоры о заключении мира с вестготами, так как ему пришлось направить часть своих войск против вандалов, которые к тому времени захватили в римской Африке Карфаген. Мирные переговоры с готами вел префект претория Эпархий Авит. По словам Сидония Аполлинария, во многом благодаря его усилиям в конце 439 или начале 440 года Теодорих пошёл на заключение мира.
Мирный договор в некотором смысле не удовлетворил римлян, поскольку победа не была полной, и римская армия также вышла из битвы потрепанной. Вероятно, частью условий мира был уход аланов, ранее покинувших вестготов, из Аквитании.
Победа римлян обеспечила покорность готов на более чем двадцать лет. За исключением короткого периода правления Торисмунда, готы были верными союзниками имперского правительства.